# Lista de episódios de La Légende des Sciences
Esta é uma lista de episódios de La Légende des Sciences, uma produção televisiva francesa de 1996 que, a partir da homonímia presente na língua original "legenda/lenda" - Légende, no francês) - busca explorar o desenvolvimento da ciência ao longo da história humana. Os episódios são ligados apenas por um eixo temático e pela metáfora do conhecimento científico enquanto um rio, tendo cada um deles, assim, uma narrativa independente; não sendo necessário então acompanhar a série seguindo a cronologia proposta pelo programa. Apenas o último episódio tem em sua narrativa referências à sua posição cronológica, que foi definida tal como mostra a tabela abaixo:
| # | Título     | Título original | Diretor(es) | Elenco                         | Exibição original |
| --- | ---------- | --------------- | ----------- | ------------------------------ | ----------------- |
| 01 | Prever     | "Prévoir"       | ASA         | Luca Intoppa (Ettore Majorana) | ASA               |
| O primeiro episódio da série discute os usos do conhecimento, começando pelo físico italiano Ettore Majorana (1906-1938) que, incerto pelos rumos que a física nuclear tomava durante o período Entre-Guerras, acaba por aparentemente cometer o suicídio. Desse ponto, parte-se em busca de outros dois grandes nomes sicilianos da ciência: Arquimedes e Empédocles. |            |                 |             |                                |                   |
| 02 | Descobrir  | "Découvrir"     | ASA         | ASA                            | ASA               |
| Neste segundo episódio, a noção de verdade se torna o foco da atenção. A partir do quadro renascentista de Tintoretto intitulado Paraíso, presente no acervo do Palácio do Doge, em Veneza, o telespectador é conduzido a se indagar acerca da busca empreendida pelas ciências em direção à "verdade", construindo uma analogia ainda aos trabalhos dos cartógrafos, em especial o de Mercator. |            |                 |             |                                |                   |
| 03 | Curar      | "Guérir"        | ASA         | ASA                            | ASA               |
| Partindo da ideia do exercício da medicina enquanto uma prática de compaixão, o episódio narra a história do médico francês Alexandre Yersin e sua descoberta do bacilo da peste. Yersin afirmava que não concebia o exercício da medicina como uma profissão, pois não aceitaria a cobrança de dinheiro para cuidar das pessoas. O médico e biólogo francês Henri Mollaret (1923-2008) dá seu depoimento sobre o trabalho de Yersin, que teve destaque na baía de Nha Trang, onde veio a falecer no ano de 1943. Em Nha Trang, Yersin funda centros de pesquisa e coordena ainda o cultivo das primeiras mudas de Cinchona pubescens, árvore da qual se extrai o quinino, utilizado para combater a malária, nomeada como paludismo devido à origem francesa do documentário. Posteriormente, Laennec e Hipócrates têm papel de destaque. |            |                 |             |                                |                   |
| 04 | Viver      | "Vivre"         | ASA         | ASA                            | ASA               |
| A discussão a respeito da distinção entre a vida e matéria inanimada é o ponto de início deste episódio. A partir disso, a genética aparece em destaque, indo da disputa entre vermistas e ovistas até a história do monge criador das leis de Mendel e, posteriormente, com os experimentos de Pasteur com cães e ovelhas. |            |                 |             |                                |                   |
| 05 | Devir      | "Devenir"       | ASA         | ASA                            | ASA               |
| Neste quinto episódio, a famosa viagem do navio Beagle serve de base para a discussão sobre a origem e a modificação das espécies. A teoria da evolução de Charles Darwin (Jean-Marc Rousseau) é apresentada ao lado do recorte feito por Lamarck e pelos estudos de Georges Cuvier que a precederam. |            |                 |             |                                |                   |
| 06 | Ler        | "Lire"          | ASA         | ASA                            | ASA               |
| A formalização e "escrita" da ciência são apontadas como um ponto crucial para o desenvolvimento científico. O episódio se inicia com a viagem de Roald Amundsen feita em 1903 pelo Ártico, descobrindo uma ligação entre o baía de Baffin e a Sibéria, fato que é visto como uma "chave", uma "escrita" que permite o acesso ao conhecimento; geográfico, no caso. Daí, Michel Serres retoma os geômetras da Antiguidade, exemplificando através de uma ideia presente no Timeo, de Platão, obra na qual o filósofo aponta o triângulo como a forma básica que estrutura o universo, inserida no âmbito da questão da cosmologia. Tais estudos, de cunho matemático, seriam apenas uma amostra daquilo que seria afirmado apenas no século XVII, quando Galileu diz que a "matemática é o alfabeto com o qual Deus construiu o universo". Se a ciência queria decodificar o mundo, foi necessário falar sua língua; e a língua do mundo, para Serres, é a matemática. Nessa mesma direção, o filósofo francês descreve o ato de decifrar das escritas de Fu Xi feita por Leibniz, que para tanto criou um sistema binário a fim de facilitar o processo; sistema esse que atualmente é a base para a informática. O código binário e a linguagem matemática do século XVII dão espaço para que, no século seguinte, Étienne Bonnot de Condillac, Lineu e Lavoisier trouxessem essa formalização para as ciências não baseadas na matemática. Newton subordina a física às leis matemáticas, bem como ocorre com a Biologia e o código genético, anos depois. Contudo, Serres finaliza o episódio questionando: mas estariam essas "línguas" criadas pelas ciências de acordo com as coisas em si? |            |                 |             |                                |                   |
| 07 | Queimar    | "Brûler"        | ASA         | ASA                            | ASA               |
| No sétimo episódio da série, a Revolução Industrial é vista como um ponto de ruptura que tem como contraparte nas artes o quadro de William Turner, intitulado HMS Temeraire (1798). Enquanto o mundo pré-revolução industrial seria um mundo referente aos deuses greco-romanos Hércules e Atlas, bem como referente ao quadro Mr. Whitbread's Wharf, de George Garrard, o mundo industrial do século XVIII seria o mundo de Prometeu, o mundo da termodinâmica. Esse "novo mundo" seria o mundo de Sadi Cannot (Yvan Heidsieck), que morreu de cólera e a maior parte de seus escritos foi queimada, juntamente com seus pertences. Parte de seus estudos foi resgatada, contudo, graças a Lord Kelvin. Serres passa então a fazer uma espécie de genealogia das máquinas a vapor, de Heron de Alexandria à panela de pressão de Denis Papin. De Thomas Newcomen a James Watt. Por fim, a contemporaneidade será assumida como o mundo do deus Hermes, fazendo referência às amplas possibilidades de divulgação do conhecimento. |            |                 |             |                                |                   |
| 08 | Abrir      | "Ouvrir"        | ASA         | ASA                            | ASA               |
| Neste episódio, dedicado ao astrofísico francês Pierre Léna, a obra inacabada de Gustave Flaubert intitulada Bouvard et Pécuchet, (Jean-Marie Lehec e Bernard Dimanche, respectivamente) serve como ponto de partida para a ideia de "abertura" no campo do conhecimento, mostrando como na astronomia, por exemplo, o conhecimento acumulado dos gregos e, posteriormente por Copérnico, Tycho Brahe e Kepler pôde servir de base, uma espécie de "abertura" para a ciência de Isaac Newton. |            |                 |             |                                |                   |
| 09 | Misturar   | "Mêler"         | ASA         | ASA                            | ASA               |
| Isaac Newton (Michael Kraft), Antoine Lavoisier (Yves Penay) e Dmitri Mendeleiev (Dimitri Rafalsky) figuram como protagonistas deste episódio da série. Focando-se sobretudo na Física e na Química, Michel Serres e Robert Pansard-Besson mostram como essas ciências se "misturam" ao tentar explicar fenômenos e experimentos, além claro do sentido que o termo assume nesses experimentos que muitas vezes envolvem misturas, reações químicas realizadas desde o tempo dos alquimistas. O episódio passa ainda pela relação de Jacques-Louis David (Frank Accart) e os Lavoisier. |            |                 |             |                                |                   |
| 10 | Mestiçagem | "Métisser"      | ASA         | ASA                            | ASA               |
| No décimo episódio, viagens histórias e fictícias ilustrariam o desenvolvimento e a "mestiçagem" das ciências, em especial as viagens de Marco Polo e sua rota da seda. A ciência, que se busca universal, teria se "miscigenado" ao redor do mundo, principalmente entre China, Índia e mundo árabe, representado-se então pela figura de um arlequim, com seu traje feito de retalhos. Assim, essa miscigenação passaria por diversas localidades, iniciando pela China, presente na primeira parte do Livro das Maravilhas, de Marco Polo. Sobre ela, cita-se a primeira ponte de arco conhecida, a ponte Anji, bem como os trabalhos do astrônomo Yi Xing, por exemplo. Da China parte-se para Benares, na Índia, quando é relatado um pequeno exercício presente na obra Lilavati, do matemático hindu Bhaskara II. Além da obra de Bhaskara, aparecem relata-se ainda outra obra de um matemático hindu: o Arya-siddhanta, de Aryabhata. Ainda na Índia, chega-se até o Jantar Mantar, em frente ao Palácio dos Ventos, um palácio de marajás em Jaipur, onde se pode encontrar um enorme quadrante solar, no qual há um verso de autoria do Aryabhata que descreve o número Pi. Segue-se então para a obra de Aryabhata II, Maha-siddhanta (um dos mais importantes tratados da astronomia indiana , traduzido do sânscrito a pedido do califa Almançor), quando a Índia foi invadida pelos árabes e a matemática e astronomia hindus foram incorporadas por eles. Por fim, já na alta Idade Média, narra-se a decadência da civilização grega com o fechamento da Escola de Atenas por Proclos, fato que fez com que muitos gregos seguissem pelos "rastros" deixados por Alexandre Magno até Bagdá, quando a ciência grega e persa então puderam se misturar com a ciência árabe, misturada previamente com a ciência hindu. Se os retalhos que servem de veste para o arlequim iniciam o episódio, a ciência se mostra na verdade como as claras vestes da colombina, sendo o branco a junção de todas cores. |            |                 |             |                                |                   |
| 11 | Emergir    | "Emerger"       | ASA         | ASA                            | ASA               |
| Neste episódio, a analogia com o rio é explicitada mais uma vez, mostrando ainda como a ficção (o conto Viagem à Lua, de Júlio Verne) pode por vezes antecipar acontecimentos no campo das ciências. É encenada a viagem dos personagens Michel Ardan, Capitão Nicholl e Impey Barbicane (Gil Gesweiller, Gerárd Delord, Gerárd Derons), acompanhados dos cães Dione e Satélite, à Lua, que acaba resultando no entanto na morte do cão Satélite. Essa morte numa viagem em busca pelo conhecimento, fictícia, é comparada então ao desastre do ônibus espacial Challenger, ocorrido na manhã do dia 28 de Janeiro de 1986. |            |                 |             |                                |                   |
| 12 | Nascer     | "Naître"        | ASA         | ASA                            | ASA               |
| No último episódio da série, Michel Serres e Robert Pansard-Besson se voltam à Grécia Antiga, não a fim de negar a ideia de uma impossibilidade de indicar um "nascimento das Ciências", mas apenas a fim de exaltar a região como um ponto onde diversos conhecimentos convergiram na Antiguidade, citando de Euclides ao juramento de Hipócrates. Esse "rio" - a metáfora que lastreia a série - que teria convergido até lá, teria ainda se perdido algum tempos depois; voltando a banhar o mundo ao longo do desenrolar do processo histórico. |            |                 |             |                                |                   |